# Astragalus belangeri
Astragalus belangeri es una especie de planta del género Astragalus, de la familia de las leguminosas, orden Fabales.
Fue descrita científicamente por (Kuntze) D. Podlech.